# 一個人
『一個人』（いっこじん）は、KKベストセラーズの月刊誌である。2000年に創刊。2025年に休刊。

## 概要
旅・文化などのカルチャー雑誌で、メインテーマだけでなく、サブレギュラーとして『日本の風景遺産』、『一個人TOPICS』、『岸朝子の「絶品お取り寄せ」直行便』、『一個人通販』がある。本誌だけでなく、別冊・書籍のA5判500円シリーズがある。

## 不祥事
- 2010年12月号の「キリスト教入門」において、学研より刊行された『キリスト教を知りたい。』より2箇所の無断転載が発覚した[1]。